# 민테
민테(Μίνθη, Minthe, Mintha)는 그리스 신화에서 등장하는 나이아스 님프로 박하와 관련된 신화를 가지고 있다.

## 신화
민테는 지하세계의 신 하데스의 불륜 상대이자 그의 사랑을 받은 님프 중 한명이었는데, 페르세포네는 하데스가 자신을 납치했음에도 불구하고, 다른 여자가 있었다는 사실을 알게된다. 그리고 페르세포네는 그 여자가 민테라는 것을 알고, 민테를 발로 짓밟아 죽여버렸다. 그래서, 민테는 박하로 변해버렸다고 한다. 야생 박하로 변한 민테는 달콤하고 향기로운 냄새를 퍼트렸다고 전해진다.
혹은 민테가 하데스의 첫번째 부인이 될 예정이었는데, 하데스가 자신을 버리고 페르세포네를 납치하여 부인으로 삼으려고 하는 것을 보자 분노와 질투심에 사로잡힌 민테는 큰소리로 불평하며 페르세포네를 모욕했다고 한다. 그녀의 모욕에 화가 난 페르세포네의 어머니 데메테르는 그녀를 짓밟아 박하로 만들어버렸다.
이후 박하는 죽은 사람의 냄새를 감추기 위해 고대 장례식에 사용되었으며 박하로 변한 민테는 하데스의 상징적인 식물로 여겨지게 되었다.

## 같이 보기
- 제우스
- 아도니스
- 니오베 (탄탈로스의 딸)